# Jelle Florizoone
Jelle Florizoone (Oostende, 22 september 1995) is een Vlaamse acteur. Hij speelde een hoofdrol in de film Noordzee, Texas en is te zien in de televisiereeks Rox. In 2015 en 2016 speelde hij één seizoen Guido Van den Bossche in Familie.

## Biografie
Als kind was Florizoone een filmliefhebber en daardoor ontstond de droom om te gaan acteren. Hij studeerde musicaltheater aan de hogeschool in Brussel en in 2010 kreeg hij een hoofdrol in de Vlaamse film Noordzee, Texas. De film ging op 14 maart 2011 in première. De prent speelt zich af in de jaren zeventig en brengt een liefdesgeschiedenis tussen twee jongens.
In januari 2011 nam hij deel aan audities van Studio 100. Hiermee verdiende hij een rol in de serie Rox, uitgezonden op Ketnet. Deze jeugdserie verscheen voor het eerst op televisie op 5 december 2011. Hierin speelt hij de rol van de grappige en puberale computerfreak Rick.
Florizoone werd in 2011 2e Beste Vlaamse Acteur 2011 en 5e Beste Filmrevelatie 2011 volgens de jaarlijkse peiling van de Vlaamse Film.
In 2012 kwam Allez, Eddy!, de debuutfilm van Gert Embrechts, in de zalen. Hierin speelde Florizoone een kleine bijrol. Hij speelde een hoofdrol in de korte film Corps Perdu van Lukas Dhont. Zijn volgende langspeler was er een van regisseur Stijn Coninx, genaamd Marina, een film over het leven van Rocco Granata. Hierin speelt hij Ward, een kerel met een eigenzinnige wil.
In juni 2015 raakte bekend dat Florizoone vanaf september 2015 de rol van Guido Van den Bossche zou spelen in de VTM-soap Familie. Een jaar later raakte bekend dat deze rol het volgende seizoen zou worden overgenomen door Vincent Banic.
In 2022 speelde hij een gastrol in De Kotmadam op VTM.